# Marc Wartenberger
Marc André Wartenberger (* 12. Juli 1986 in Augsburg) ist ein ehemaliger deutscher Basketballspieler.

## Werdegang
Wartenberger wurde im Vorfeld der Saison 2002/03 aus dem eigenen Nachwuchs kommend ins Bundesliga-Aufgebot von s.Oliver Würzburg aufgenommen. Der 2,01 Meter große Flügelspieler wurde im Laufe der Saison 2002/03 in zwei Begegnungen der Basketball-Bundesliga eingesetzt. Hauptsächlich spielte er in der Würzburger Jugendmannschaft sowie in der Regionalliga-Mannschaft der DJK Würzburg. Wartenberger wurde in die deutsche U18-Nationalmannschaft berufen, für die er in Länderspielen auf dem Feld stand und mit der er 2003 an der Qualifikationsrunde zur Europameisterschaft teilnahm. In der Saison 2003/04 bestritt er für Würzburg zwei Spiele im europäischen Vereinswettbewerb FIBA Europe Cup.
In der Saison 2004/05 weilte Wartenberger an der Forsyth Country Day School im US-Bundesstaat North Carolina, gehörte an der Schule zur Basketball- und Leichtathletikmannschaft. Er nahm ein Studium an der University of South Carolina Upstate auf. Von 2005 bis 2007 gehörte er der Basketball-Hochschulmannschaft an. In der Saison 2005/06 bestritt Wartenberger 19 Spiele (1,3 Punkte/Spiel) für „USC Upstate“ und in der Saison 2006/07 acht (keine Punkte erzielt). In seinem zweiten Jahr zählte mit Nick Schneiders ein weiterer Deutscher zur Hochschulmannschaft. Wartenberger bestritt zwischen 2007 und 2009 für die University of South Carolina Upstate Leichtathletikwettkämpfe in mehreren Disziplinen, darunter Mehrkampf, Sprint, Hürdensprint, Weitsprung, Hochsprung, Stabhochsprung, Hammerwurf, Speerwurf, Diskuswurf, Kugelstoßen. Unter anderem über 110 Meter Hürden (18,38 Sekunden), im Diskuswurf (39,36 Meter), Hammerwurf (47,34 Meter) und Speerwurf (42,14 Meter) stellte er Hochschulbestmarken auf.
In der Saison 2010/11 spielte Wartenberger für München Basket in der 1. Regionalliga Südost. Wartenberger, dessen US-amerikanische Ehefrau als Leichtathletiktrainerin tätig ist, ließ sich in den Vereinigten Staaten nieder.